# Estats membres de les Nacions Unides

Mapa dels Estats membres de les Nacions Unides, amb els seus territoris (inclosos els territoris dependents reconeguts per l'ONU en blau. Els següents territoris han estat exclosos, atès que l'ONU no els considera part de cap estat membre: Ciutat del Vaticà (la Santa Seu té l'estatus d'estat observador no-membre), els Territoris Palestins (Palestina està representada per l'OAP, amb la categoria d'observador, el Sàhara Occidental (estatus en disputa entre el Marroc i el Front Polisario), i l'Antàrtida (regulada pel Tractat Antàrtic). Els territoris o estats no reconeguts no estan exclosos a causa de la posició de les Nacions Unides que formen part d'algun altre estat membre de l'ONU, inclosos, per exemple, els territoris governats per la República de la Xina (Taiwan i altres illes més petites), atès que els membres de l'ONU van votar per considerar que la República Popular de la Xina és l'únic representant legal de la Xina davant les Nacions Unides i que les Nacions Unides no posen en dubte la seva afirmació que Taiwan forma part de la Xina.

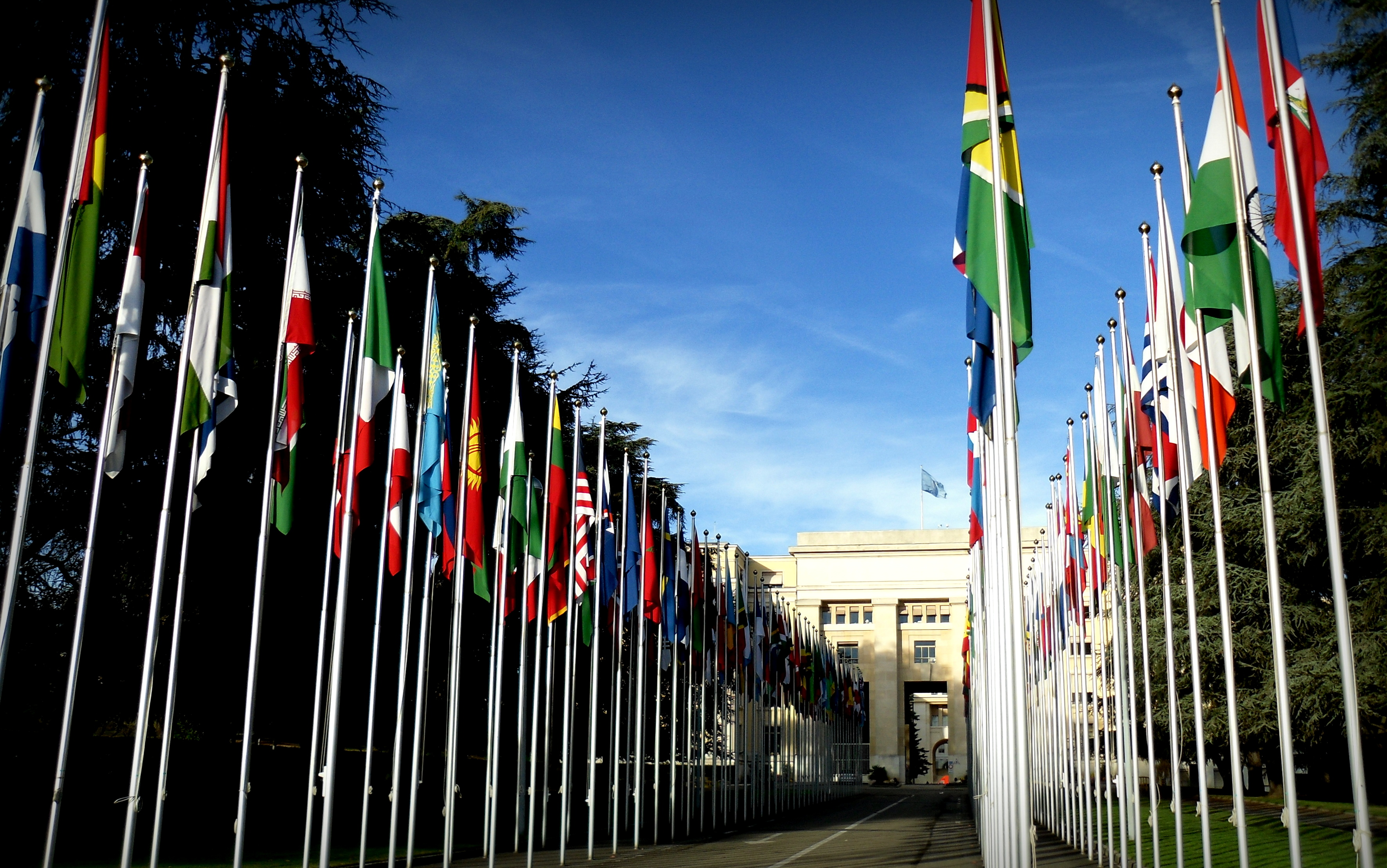
Banderes dels estats membres de l'ONU, al davant de la Palau de les Nacions (Ginebra, Suïssa).

Actualment hi ha 193 estats membres de les Nacions Unides, i cadascun d'ells és un membre de l'Assemblea General de les Nacions Unides.
El criteri per admetre nous estats membres, segons la Carta de les Nacions Unides capítol II, article 4: és el següent:
| « | 1. La pertinença a les Nacions Unides està oberta a tots els altres Estats amants de la pau que acceptin les obligacions consignades en la Carta i que, segons el parer de l'Organització, estiguin capacitats i disposats per dur a terme aquestes obligacions. 2. L'admissió d'aquests Estats com a Membres de les Nacions Unides s'efectuarà per decisió de l'Assemblea General a recomanació del Consell de Seguretat. | » |

Una recomanació d'admissió del Consell de Seguretat exigeix els vots afirmatius d'almenys nou dels quinze membres del consell, i que cap dels cinc membres permanents no hi voti en contra. La recomanació del Consell de Seguretat, llavors ha de ser posteriorment aprovada en l'Assemblea General per una majoria de dos terços.
En principi, només els estats sobirans poden esdevenir membres de l'ONU, i actualment tots els seus membres són estats sobirans (tot i que un petit nombre de membres no eren sobirans quan van entrar a l'ONU). La Ciutat del Vaticà és actualment l'únic estat sobirà reconegut internacionalment que no forma part de les Nacions Unides (si bé la Santa Seu té la categoria d'observador). Com que un Estat només pot ser admès a l'ONU per l'aprovació del Consell de Seguretat i l'Assemblea General, un cert nombre d'estats que poden ser considerats com a estats sobirans d'acord amb els criteris de la Convenció de Montevideo no són membres, perquè l'ONU no considera que tinguin sobirania, a causa principalment de la falta de reconeixement internacional o l'oposició d'alguns membres.
A més dels estats membres, l'ONU també convida estats no membres, organitzacions intergovernamentals i entitats l'estatalitat o sobirania de les quals no està definida amb precisió, per tal que siguin observadors a l'Assemblea General, la qual cosa els concedeix la possibilitat d'assistir, amb veu però sense vot, a les sessions de l'Assemblea General.

## Membres originals

Mapa dels actuals estats membres de les Nacions Unides, classificats per dates d'admissió.
1945 (membres originals)
1946–1959
1960–1989
1990–present
Estats observadors no membres

L'ONU va començar a existir oficialment el 24 d'octubre de 1945, després de ratificació de la Carta de les Nacions Unides pels cinc membres permanents del Consell de Seguretat de l'ONU (la República de la Xina la Unió de Repúbliques Socialistes Soviètiques els Estats Units d'Amèrica, França i Regne Unit) i una majoria dels altres signataris. Un total de 51 membres originals (o membres fundadors) s'hi van unir aquell any; 50 d'ells signaren la Carta a la Conferència de les Nacions Unides sobre Organització Internacional a San Francisco el 26 de juny de 1945, mentre que Polònia, que no estava representada a la conferència, la signà el 15 d'octubre de 1945.
Entre els membres originals, 49 o bé encara són membres de les Nacions Unides o la seva pertinença a l'ONU va continuar com a estat successor (vegeu la taula de més avall); així per exemple, la pertinença de l'URSS fou continuada per la de la Federació Russa després de la seva dissolució. Els altres dos membres originals, Txecoslovàquia i Iugoslàvia s'han dissolt, i per bé que els estats independents que han sorgit en aquells territoris, a conseqüència de la dissolució, han estat admesos com a membres de ple dret de l'ONU, els estats en si no han tingut continuïtat en un altre.
Quan es va fundar l'ONU, el lloc de la Xina l'ocupava la República de la Xina, però com a resultat de la Resolució 2578, en l'actualitat l'ocupa la República Popular de la Xina.
Un cert nombre dels membres originals no eren sobirans quan es van unir a l'ONU, i només posteriorment aconseguiren la seva independència:
- Belarús (llavors República Socialista Soviètica de Belarús) i Ucraïna (llavors República Socialista Soviètica d'Ucraïna) foren les dues Repúbliques de la Unió Soviètica fins que no aconseguiren la seva independència el 1991.
- Índia (el territori del qual en aquella època, abans de la Partició de l'Índia, també incloïa els territoris actuals del Pakistan i Bangladesh sota el mandat colonial britànic, fins que no assolí la plena independència el 1947.
- Les Filipines (llavors la Commonwealth filipina) fou un Estat lliure associat, fins a assolir la plena independència el 1946.

- Nova Zelanda, si bé era de facto un estat sobirà en aquella època, "només aconseguí la plena capacitat de tenir relacions amb altres estats el 1947 quan aprovà l'Acta d'Adopció de l'Estatut de Westminster de 1947. Això va tenir lloc 16 anys després que el Parlament britànic aprovés l'Estatut de Westminster de 1931, que reconeixia l'autonomia de Nova Zelanda. Si ho jutgem pels criteris de la Convenció de Montevideo, Nova Zelanda no aconseguia la plena consideració estatal de iure fins a 1947."[8]

## Membres actuals
Els membres actuals i les seves dates d'admissió estan llistats més avall. En negreta, els països que foren membres originals.
L'ordre alfabètic el determina la denominació oficial del país, i s'utilitza per determinar com han de seure els representants dels estats a les sessions l'Assemblea General, on se celebra cada any un sorteig per seleccionar un estat membre com a punt de partida. Uns quants membres utilitzen els seus noms complets oficials en les seves designacions oficials, per la qual cosa la seva ordenació es fa fora de l'ordre dels seus noms comuns: República Democràtica Popular de Corea, República Democràtica del Congo, la República de Corea, la República de Moldàvia, la República de Macedònia del Nord i la República Unida de Tanzània.
| País                           | Data d'ingrés          |
| ------------------------------ | ---------------------- |
| Afganistan                     | 19 de novembre de 1946 |
| Albània                        | 14 de desembre de 1955 |
| Alemanya                       | 18 de setembre de 1973 |
| Andorra                        | 28 de juliol de 1993   |
| Angola                         | 1 de desembre de 1976  |
| Antigua i Barbuda              | 11 de novembre de 1981 |
| Aràbia Saudita                 | 24 d'octubre de 1945   |
| Algèria                        | 8 d'octubre de 1962    |
| Argentina                      | 24 d'octubre de 1945   |
| Armènia                        | 2 de març de 1992      |
| Austràlia                      | 1 de novembre de 1945  |
| Àustria                        | 14 de desembre de 1955 |
| Azerbaidjan                    | 2 de març de 1992      |
| Bahames                        | 18 de setembre de 1973 |
| Bangladesh                     | 17 de setembre de 1974 |
| Barbados                       | 9 de desembre de 1966  |
| Bahrain                        | 21 de setembre de 1971 |
| Belarús                        | 24 d'octubre de 1945   |
| Bèlgica                        | 27 de desembre de 1945 |
| Belize                         | 25 de setembre de 1981 |
| Benín                          | 20 de setembre de 1960 |
| Bhutan                         | 21 de setembre de 1971 |
| Bolívia                        | 14 de novembre de 1945 |
| Bòsnia i Hercegovina           | 22 de maig de 1992     |
| Botswana                       | 17 d'octubre de 1966   |
| Brasil                         | 24 d'octubre de 1945   |
| Brunei                         | 21 de setembre de 1984 |
| Bulgària                       | 14 de desembre de 1955 |
| Burkina Faso                   | 20 de setembre de 1960 |
| Burundi                        | 18 de setembre de 1962 |
| Cap Verd                       | 16 de setembre de 1975 |
| Cambodja                       | 14 de desembre de 1955 |
| Camerun                        | 20 de setembre de 1960 |
| Canadà                         | 9 de novembre de 1945  |
| Qatar                          | 21 de setembre de 1971 |
| Txad                           | 20 de setembre de 1960 |
| Xile                           | 24 d'octubre de 1945   |
| R.P. de la Xina                | 24 d'octubre de 1945   |
| Xipre                          | 20 de setembre de 1960 |
| Colòmbia                       | 5 de novembre de 1945  |
| Comores                        | 12 de novembre de 1975 |
| Rep. del Congo                 | 20 de setembre de 1960 |
| Costa Rica                     | 2 de novembre de 1945  |
| Costa d'Ivori                  | 20 de setembre de 1960 |
| Croàcia                        | 22 de maig de 1992     |
| Cuba                           | 24 d'octubre de 1945   |
| Dinamarca                      | 24 d'octubre de 1945   |
| Dominica                       | 18 de desembre de 1978 |
| Equador                        | 21 de desembre de 1945 |
| Egipte                         | 24 d'octubre de 1945   |
| El Salvador                    | 24 d'octubre de 1945   |
| Emirats Àrabs Units            | 9 de desembre de 1971  |
| Eritrea                        | 28 de maig de 1993     |
| Eslovàquia                     | 19 de gener de 1993    |
| Eslovènia                      | 22 de maig de 1992     |
| Espanya                        | 14 de desembre de 1955 |
| Estats Units                   | 24 d'octubre de 1945   |
| Estònia                        | 17 de setembre de 1991 |
| Etiòpia                        | 13 de novembre de 1945 |
| Rússia                         | 24 d'octubre de 1945   |
| Fiji                           | 13 d'octubre de 1970   |
| Filipines                      | 24 d'octubre de 1945   |
| Finlàndia                      | 14 de desembre de 1955 |
| França                         | 24 d'octubre de 1945   |
| Gabon                          | 20 de setembre de 1960 |
| Gàmbia                         | 21 de setembre de 1965 |
| Geòrgia                        | 31 de juliol de 1992   |
| Ghana                          | 8 de març de 1957      |
| Grenada                        | 17 de setembre de 1974 |
| Grècia                         | 25 d'octubre de 1945   |
| Guatemala                      | 21 de novembre de 1945 |
| Guinea                         | 12 de desembre de 1958 |
| Guinea Bissau                  | 17 de setembre de 1974 |
| Guinea Equatorial              | 12 de novembre de 1968 |
| Guyana                         | 20 de setembre de 1966 |
| Haití                          | 24 d'octubre de 1945   |
| Hondures                       | 17 de desembre de 1945 |
| Hongria                        | 14 de desembre de 1955 |
| Índia                          | 30 d'octubre de 1945   |
| Indonèsia                      | 28 de setembre de 1950 |
| Iran                           | 24 d'octubre de 1945   |
| Iraq                           | 21 de desembre de 1945 |
| Irlanda                        | 14 de desembre de 1955 |
| Islàndia                       | 19 de novembre de 1946 |
| Illes Marshall                 | 17 de setembre de 1991 |
| Illes Salomó                   | 19 de setembre de 1978 |
| Israel                         | 11 de maig de 1949     |
| Itàlia                         | 14 de desembre de 1955 |
| Jamaica                        | 18 de setembre de 1962 |
| Japó                           | 18 de desembre de 1956 |
| Jordània                       | 14 de desembre de 1955 |
| Kazakhstan                     | 2 de març de 1992      |
| Kenya                          | 16 de desembre de 1963 |
| Kirguizstan                    | 2 de març de 1992      |
| Kiribati                       | 14 de setembre de 1999 |
| Kuwait                         | 14 de maig de 1963     |
| Lesotho                        | 17 d'octubre de 1966   |
| Letònia                        | 17 de setembre de 1991 |
| Líban                          | 24 d'octubre de 1945   |
| Líbia                          | 14 de desembre de 1955 |
| Libèria                        | 2 de novembre de 1945  |
| Liechtenstein                  | 18 de setembre de 1990 |
| Lituània                       | 17 de setembre de 1991 |
| Luxemburg                      | 24 d'octubre de 1945   |
| Macedònia del Nord             | 8 d'abril de 1993      |
| Madagascar                     | 20 de setembre de 1960 |
| Malàisia                       | 17 de setembre de 1957 |
| Malawi                         | 1 de desembre de 1964  |
| Maldives                       | 21 de setembre de 1965 |
| Mali                           | 28 de setembre de 1960 |
| Malta                          | 1 de desembre de 1964  |
| Marroc                         | 12 de novembre de 1956 |
| Maurici                        | 24 d'abril de 1968     |
| Mauritània                     | 27 d'octubre de 1961   |
| Mèxic                          | 7 de novembre de 1945  |
| Micronèsia                     | 17 de setembre de 1991 |
| Mònaco                         | 28 de maig de 1993     |
| Montenegro                     | 28 de juny de 2006     |
| Mongòlia                       | 27 d'octubre de 1961   |
| Moçambic                       | 16 de setembre de 1975 |
| Myanmar                        | 19 d'abril de 1948     |
| Namíbia                        | 23 d'abril de 1990     |
| Nauru                          | 14 de setembre de 1999 |
| Nepal                          | 14 de desembre de 1955 |
| Nicaragua                      | 24 d'octubre de 1945   |
| Níger                          | 20 de setembre de 1960 |
| Nigèria                        | 7 d'octubre de 1960    |
| Noruega                        | 27 de novembre de 1945 |
| Nova Zelanda                   | 24 d'octubre de 1945   |
| Oman                           | 7 d'octubre de 1971    |
| Països Baixos                  | 10 de desembre de 1945 |
| Pakistan                       | 30 de setembre de 1947 |
| República de Palau             | 15 de desembre de 1994 |
| Panamà                         | 13 de novembre de 1945 |
| Papua Nova Guinea              | 10 d'octubre de 1975   |
| Paraguai                       | 24 d'octubre de 1945   |
| Perú                           | 31 d'octubre de 1945   |
| Polònia                        | 24 d'octubre de 1945   |
| Portugal                       | 14 de desembre de 1955 |
| Regne Unit                     | 24 d'octubre de 1945   |
| Síria                          | 24 d'octubre de 1945   |
| República Centreafricana       | 20 de setembre de 1960 |
| Txèquia                        | 19 de gener de 1993    |
| Corea del Sud                  | 17 de setembre de 1991 |
| R.D. del Congo                 | 20 de setembre de 1960 |
| Laos                           | 14 de desembre de 1955 |
| República Dominicana           | 24 d'octubre de 1945   |
| Moldàvia                       | 2 de març de 1992      |
| Corea del Nord                 | 17 de setembre de 1991 |
| Tanzània                       | 14 de desembre de 1961 |
| Ruanda                         | 18 de setembre de 1962 |
| Romania                        | 14 de desembre de 1955 |
| Saint Kitts i Nevis            | 23 de setembre de 1983 |
| Samoa                          | 15 de desembre de 1976 |
| San Marino                     | 2 de març de 1992      |
| Saint Lucia                    | 18 de setembre de 1979 |
| São Tomé i Príncipe            | 16 de setembre de 1975 |
| Saint Vincent i les Grenadines | 16 de setembre de 1980 |
| Senegal                        | 28 de setembre de 1960 |
| Sèrbia                         | 1 de novembre del 2000 |
| Seychelles                     | 21 de setembre de 1976 |
| Sierra Leone                   | 27 de setembre de 1961 |
| Singapur                       | 21 de setembre de 1965 |
| Somàlia                        | 20 de setembre de 1960 |
| Sri Lanka                      | 14 de desembre de 1955 |
| Sud-àfrica                     | 7 de novembre de 1945  |
| Sudan                          | 12 de novembre de 1956 |
| Sudan del Sud                  | 14 de juliol de 2011   |
| Suècia                         | 19 de novembre de 1946 |
| Suïssa                         | 10 de setembre de 2002 |
| Surinam                        | 4 de desembre de 1975  |
| Eswatini                       | 24 de setembre de 1968 |
| Tailàndia                      | 16 de desembre de 1946 |
| Tadjikistan                    | 2 de març de 1992      |
| Timor Oriental                 | 27 de setembre de 2002 |
| Togo                           | 20 de setembre de 1960 |
| Tonga                          | 14 de setembre de 1999 |
| Trinitat i Tobago              | 18 de setembre de 1962 |
| Tunísia                        | 12 de novembre de 1956 |
| Turkmenistan                   | 2 de març de 1992      |
| Turquia                        | 24 d'octubre de 1945   |
| Tuvalu                         | 5 de setembre del 2000 |
| Ucraïna                        | 24 d'octubre de 1945   |
| Uganda                         | 25 d'octubre de 1962   |
| Uruguai                        | 18 de desembre de 1945 |
| Uzbekistan                     | 2 de març de 1992      |
| Vanuatu                        | 15 de setembre de 1981 |
| Veneçuela                      | 15 de novembre de 1945 |
| Vietnam                        | 20 de setembre de 1977 |
| Iemen                          | 30 de setembre de 1947 |
| Djibouti                       | 20 de setembre de 1977 |
| Zàmbia                         | 1 de desembre de 1964  |
| Zimbàbue                       | 25 d'agost de 1980     |

L'Estat espanyol va ingressar després d'uns anys de presentar candidatura i ser rebutjada pel que es coneix com a Qüestió espanyola: El conjunt de circumstàncies geopolítiques i diplomàtiques que van marcar la relació entre Espanya i les Nacions Unides entre 1945 i 1955, centrades en el fet que l'ONU li va negar l'ingrés en l'organització a causa de la simpatia que el règim de Franco va tenir cap a les potències de l'eix feixista, derrotades en la Segona Guerra Mundial.
Finalment, prèvia recomanació del Consell de Seguretat de l'ONU, l'Assemblea General del 14 de desembre de 1945 aprova l'admissió d'Espanya i altres quinze estats. En el Consell de Seguretat, la candidatura espanyola va ser aprovada per 10 vots a favor i l'abstenció de Bèlgica justificada per la no extradició del col·laboracionista nazi León Dagrelle.

## Antics membres
Cinc antics membres, sigui per la seva dissolució o fusió amb altres membres, no va tenir continuïtat en la seva afiliació a les Nacions Unides per cap altre estat:
- Txecoslovàquia: dissolt
- Iemen del Sud: fusionat amb el Iemen
- República Democràtica Alemanya: fusionada amb la República Federal d'Alemanya.
- Iugoslàvia (i.e., la República Federal Socialista de Iugoslàvia): dissolta
- Zanzíbar: fusionat amb Tanganyika

D'altra banda, l'URSS i la República Federal de Iugoslàvia (prèviament República Federal Socialista de Iugoslàvia) mantingueren la seva afiliació a l'ONU mitjançant un estat successor després de la seva dissolució, mentre els dos estats que formaven l'efímera República Àrab Unida tornaren a les seves afiliacions separades després de la seva dissolució.
La República de la Xina, actualment un estat de facto amb reconeixement internacional limitat, fou reconeguda prèviament com a representant legítim de la Xina a l'ONU.
Txecoslovàquia entrà a les Nacions Unides com a membre original el 24 d'octubre de 1945. Canvià el seu nom a República Federal Txeca i Eslovaca el 20 d'abril de 1990. Arran de la seva imminent dissolució, en una carta amb data de 10 de desembre de 1992, el seu Representant Permanent informà el Secretari General de les Nacions Unides que la República Federal Txeca i Eslovaca deixaria d'existir el 31 de desembre de 1992 i que la República Txeca i Eslovàquia, com a estats successors, sol·licitarien la seva afiliació a les Nacions Unides. Els dos estats foren admesos a l'ONU el 19 de gener de 1993.
Tant la República Federal d'Alemanya (i.e. Alemanya Occidental) com la República Democràtica Alemanya (i.e. Alemanya Oriental) van ser admeses a les Nacions Unides el 18 de setembre de 1973. Durant la Reunificació alemanya, eficaç des del 3 d'octubre de 1990, el territori de la República Democràtica Alemanya es va convertir en part de la República Federal d'Alemanya, avui coneguda simplement com a Alemanya. En conseqüència, la República Federal d'Alemanya continuà sent un membre de l'ONU, mentre que la República Democràtica Alemanya va deixar d'existir.

### República de la Xina
La República de la Xina (RDX) es va unir a l'ONU, com a membre original, el 24 d'octubre de 1945, i segons el que estableix la Carta de les Nacions Unides, Capítol V, l'article 23, es va convertir en un dels cinc membres permanents del Consell de Seguretat de les Nacions Unides. El 1949, com a resultat de la Guerra civil xinesa, el govern de la RDX encapçalat pel Guomindang perdé el control efectiu de la Xina continental i es va traslladar a Taiwan i, i el govern encapçalat de Partit Comunista de la República Popular de la Xina (RPX), declarada l'1 d'octubre de 1949, prengué el control de la Xina continental. L'ONU va ser notificada el 18 de novembre de 1949 de la formació del Govern Popular Central de la República Popular de la Xina; tanmateix, el Govern de la República de la Xina continuà representant la Xina a les Nacions UNides, malgrat la petita grandària de la jurisdicció de la República de la Xina de Taiwan i un cert nombre d'illes més petites comparada amb la jurisdicció de la RPX sobre la Xina continental. Atès que els dos governs afirmaven ser l'únic representant legítim de la Xina, les propostes d'efectuar un canvi en la representació de la Xina a l'ONU no s'aprovaren durant les dues dècades següents, donat que la RDX encara es reconeixia com a únic representant legítim de la Xina per una majoria de membres de l'ONU.
A principis dels anys 1970 s'havia produït un cert canvi en cercles diplomàtics internacionals i la RPX duia avantatge en les relacions diplomàtiques internacionals i en el recompte de reconeixements. El 25 d'octubre de 1971, la 21a vegada que l'Assemblea General de les Nacions Unides discutia sobre l'admissió de la RPX a les Nacions Unides, s'adoptà la Resolució 2758 de l'Assemblea General de les Nacions Unides, per la qual es reconeixia que "els representants del Govern de la República Popular de la Xina són els únics representants legítims de la Xina a les Nacions Unides i que la República Popular de la Xina és un dels cinc membres permanents del Consell de Seguretat", i decidia "tornar tots els seus drets a la República Popular de la Xina i reconèixer els representants del seu Govern com els únics representants legítims de la Xina a les Nacions Unides, i expulsar de seguida els representants de Chiang Kai-shek del lloc que ells ocupaven il·legalment ocupar a les Nacions Unides i en totes les organitzacions relacionades amb aquesta." Aquest fet transfería eficaçment el seient de la Xina a l'ONU, incloent-hi el seu seient permanent en el Consell de Seguretat, i expulsava la RDX de les Nacions Unides. Des de la perspectiva de les Nacions Unides, la "República de la Xina" no és un antic membre. Cap membre de l'ONU va ser expulsat el 1971. Per contra, les credencials d'una delegació xinesa (de Taipei) van ser rebutjades i es van acceptar les credencials d'una altra delegació xinesa (de Pequín).

#### Oferiments de readmissió com a representant de Taiwan

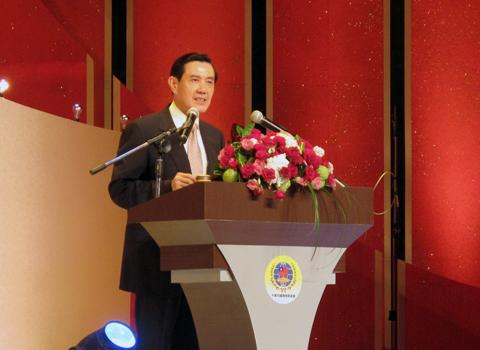
La presidència de Ma Ying-jeou contemplà la primera participació de la República de la Xina en un organisme de les Nacions Unides en gairebé 40 anys.

Entre 1993 i 2007, la RDX va demanar repetidament de retornar a l'ONU com a representant de Taiwan, en comptes de com el representant de la Xina, utilitzant la designació "República de la Xina a Taiwan" (utilitzada per l'administració del Kuomintang sota Lee Teng-hui), "República de la Xina (Taiwan)" (utilitzada per l'administració dirigida pel Partit Democràtic Progressista de Chen Shui-bian), o "Taiwan" (utilitzat per l'administració de Chen Shui-bian per primera vegada el 2007). En la seva aplicació, el govern de la RDX ha demanat a la comunitat internacional "reconèixer el dret dels 23 milions de persones de Taiwan a estar representats Sistema de les Nacions Unides". Tanmateix, els quinze intents van ser rebutjats, ja sigui perquè la petició fracassà a l'hora d'aconseguir que els vots suficients per entrar en l'agenda formal, o perquè la petició fou rebutjada per l'ONU, a causa principalment de l'oposició de la RPX.
Responent a la petició de la RDX el 2007, que fou rebutjada per l'Oficina d'Afers Jurídics de les Nacions Unides citant la Resolució de l'Assemblea General 2758, el Secretari General de les Nacions Unides Ban Ki-moon va manifestar que:
| « | Amb la comprensió del Governador i el President, esmentaré breument que la pertinença a l'ONU, en última instància, ha de ser decidida pels estats membres de les Nacions Unides. L'adhesió s'atorga a un país sobirà. La posició de les Nacions Unides és que la República Popular de la Xina està representant a la totalitat de la Xina com l'únic i legítim representant del Govern de la Xina. La decisió fins ara sobre el desig de la gent a Taiwan d'unir-se a les Nacions Unides ha estat decidida sobre aquesta base. La resolució (Resolució 2758 de l'Assemblea General) que vostè acaba d'esmentar està esmentant clarament que el Govern de la Xina és l'únic i legítim Govern i la posició de les Nacions Unides és que Taiwan és part de la Xina. | » |

Responent al rebuig de la seva petició per part de les Nacions Unides, el govern de la RDX ha manifestat que Taiwan ni està ni ha estat mai sota la jurisdicció de la RPX, i que, atès que la Resolució 2758 de l'Assemblea General no va aclarir la qüestió de la representació de Taiwan a les Nacions Unides, no impedeix la participació de Taiwan a les Nacions Unides com una nació independent i sobirana. El govern de la República de la Xina també va criticar Ban per afirmar que Taiwan és part de la Xina i tornar la sol·licitud sense passar-la al Consell de Seguretat o l'Assemblea General. contrari al procediment estàndard de l'ONU (Reglament Provisional del Consell de Seguretat, capítol X, regla 59) D'altra banda, el govern de la República Popular de la Xina, que ha declarat que Taiwan és part de la Xina i s'oposa fermament a la petició de les autoritats de Taiwan d'unir-se a l'ONU, sigui com a membre o com a observador, va elogiar que la decisió de l'ONU "es realitzés de conformitat amb la carta de l'ONU i la Resolució 2758 de l'Assemblea General de l'ONU, i va mostrar l'adhesió universal de l'ONU i els seus estats membres al principi d'una sola Xina"
Al maig de 2009, el Departament de Salut de la República de la Xina va ser convidat per l'Organització Mundial de la Salut a assistir a la 62a Assemblea Mundial de la Salut com a observador sota el nom de "Taipei xinès". Aquesta va ser la primera participació de la República de la Xina en un esdeveniment organitzat per una agència afiliada a l'ONU des de 1971, com a resultat de les millors relacions entre la Xina i Taiwan des que Ma Ying-jeou es va convertir en President de la República de la Xina un any abans,
La RDX està reconeguda per 21 estats membres de l'ONU i la Santa Seu.

### Iugoslàvia

La República Federal Socialista de Iugoslàvia es va desintegrar en diversos estats a partir de principis de 1990. Per a l'any 2006, sis Estats membres de l'ONU existien en el seu antic territori. La declaració d'independència de 2008 República de Kosovo no ha estat acceptat per les Nacions Unides.

La República Federal Socialista de Iugoslàvia, coneguda com a Iugoslàvia, es va unir a les Nacions Unides com a membre original, el 24 d'octubre de 1945. El 1992, havia estat efectivament dissolta en cinc estats independents, tots els quals van ser posteriorment admesos a l'ONU:
- Bòsnia i Hercegovina, Croàcia i Eslovènia van ser admesos a les Nacions Unides el 22 maig de 1992.[35]

- Macedònia del Nord va ser admesa a l'ONU el 8 d'abril de 1993, amb la denominació provisional, a tots els efectes dins de l'ONU, d'"ex-República Iugoslava de Macedònia" fins a la liquidació de la disputa sobre el nom de Macedònia,[36] que va tenir lloc l'any 2019.

- La República Federal de Iugoslàvia (nom que va canviar més tard a Sèrbia i Montenegro) va ser admesa a l'ONU l'1 de novembre del 2000.[37]

A causa de la disputa sobre els seus estats successors legítims, l'Estat membre de "Iugoslàvia", en referència a l'antiga República Federal Socialista de Iugoslàvia, es va mantenir en la llista oficial dels membres de les Nacions Unides durant molts anys després de la seva dissolució efectiva. Després de l'admissió dels cinc estats com a nous membres de l'ONU, "Iugoslàvia" va ser retirada de la llista oficial dels membres de l'ONU.
El govern de la República Federal de Iugoslàvia, establert el 28 d'abril de 1992 per a les restants repúbliques iugoslaves de Montenegro i Sèrbia es reclamà a si mateix com a legal estat successor de l'antiga República Federal Socialista de Iugoslàvia; no obstant això, el 30 maig de 1992 es va adoptar la Resolució del Consell de Seguretat de les Nacions Unides 757, mitjançant la qual es van imposar sancions internacionals a la República Federal de Iugoslàvia, a causa del seu paper en les guerres iugoslaves, i s'assenyalà que "la reclamació per part de la República Federal de Iugoslàvia (Sèrbia i Montenegro) d'assumir automàticament el lloc de l'antiga República Federal Socialista de Iugoslàvia en les Nacions Unides no ha estat generalment acceptada"" i el 22 de setembre de 1992,l'Assemblea General de les Nacions Unides va adoptar la seva Resolució A/RES/47/1, en la qual considera que "la República Federal de Iugoslàvia (Sèrbia i Montenegro) no pot assumir automàticament el lloc de l'antiga República Federal Socialista de Iugoslàvia a les Nacions Unides", pel que va decidir que" la República Federal de Iugoslàvia (Sèrbia i Montenegro) hauria de sol·licitar la seva admissió a les Nacions Unides i que no participarà en els treballs de l'Assemblea General" La República Federal de Iugoslàvia es va negar a complir amb la resolució durant molts anys, però arran de l'expulsió del President Slobodan Milošević del seu càrrec, en va demanar l'adhesió, i va ser admesa a les Nacions Unides l'1 de novembre del 2000. El 4 de febrer de 2003, la República Federal de Iugoslàvia havia canviat el seu nom oficial, que va passar a ser Sèrbia i Montenegro, després de l'aprovació i promulgació de la Carta Constitucional de Sèrbia i Montenegro per l'Assemblea de la República Federativa de Iugoslàvia.
Sobre la base d'un referèndum celebrat el 21 de maig de 2006, Montenegro va declarar la independència de Sèrbia i Montenegro el 3 de juny de 2006. En una carta datada el mateix dia, el president de Sèrbia va informar el Secretari General de les Nacions Unides que la pertinença de Sèrbia i Montenegro a les Nacions Unides estava sent continuada per Sèrbia, després de la declaració d'independència de Montenegro, de conformitat amb la Carta Constitucional de Sèrbia i Montenegro. Montenegro va ser admès a l'ONU el 28 de juny de 2006.
Arran de la Guerra de Kosovo, el territori de Kosovo, una província autònoma de Sèrbia, va ser posat sota l'administració provisional de la missió de les Nacions Unides a Kosovo el 10 de juny de 1999. El 17 febrer del 2008 Kosovo va declarar la seva independència, però aquest fet no ha estat reconegut per Sèrbia. La República de Kosovo no és membre de l'ONU, però és membre del Fons Monetari Internacional i del Grup del Banc Mundial, ambdós organismes especialitzats dins el Sistema de les Nacions Unides. La República de Kosovo és reconeguda per 107 estats, incloent-hi tres dels cinc membres permanents del Consell de Seguretat de les Nacions Unides (França, el Regne Unit, i els Estats Units), mentre que els altres dos -Xina i Rússia- no reconeixen Kosovo. El 22 de juliol de 2010, el Tribunal Internacional de Justícia, l'òrgan judicial principal de les Nacions Unides, va emetre una opinió consultiva, en què dictaminava la declaració d'independència de Kosovo no constituïa una violació del dret internacional

### Tanganyika i Zanzíbar
Tanganyika fou admès a l'ONU el 14 de desembre de 1961 i Zanzíbar el 16 de desembre de 1963. Després de la ratificació, el 26 d'abril de 1964 dels Articles d'Unió entre Tanganyika i Zanzíbar, els dos estats es fusionaren per formar la República Unida de Tanganyika i Zanzíbar, que continuà com a únic membre, amb el seu nom canviat a República Unida de Tanzània l'1 de novembre de 1964.

### República Àrab Unida

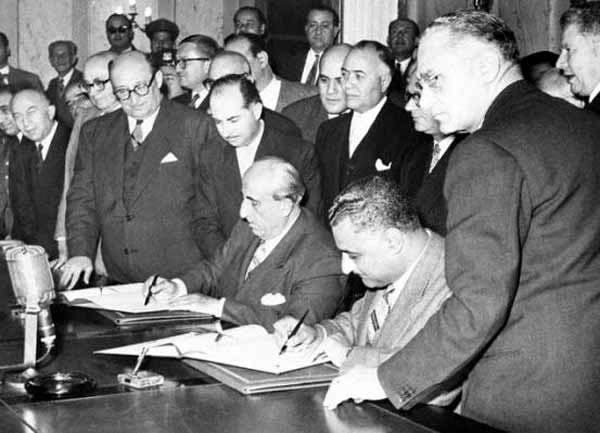
President egipci Gamal Nasser (assegut a la dreta) i el president sirià Shukri al-Quwatli signen l'acord per formar la República Àrab Unida el 1958. L'efímera unió política va representar breument ambdós estats i s'utilitzà com el nom d'Egipte després de la retirada de Síria el 1961.

Tant Egipte com Síria s'adheriren a l'ONU com a membres originals el 24 d'octubre de 1945. Després d'un plebiscit celebrat el 21 de febrer de 1958, s'establí la República Àrab Unida per una unió d'Egipte i Síria i continuà com a únic membre. El 13 d'octubre de 1961, Síria, havent reprès el seu estatus com a estat independent, continuà la seva afiliació separada a les Nacions Unides. Egipte continuà com a membre de les Nacions Unides sota el nom de República Àrab Unida, fins que tornà al seu nom original el 2 de setembre de 1971. Síria convertí el seu nom a República Àrab Siriana el 14 de setembre de 1971.

### URSS
La Unió de Repúbliques Socialistes Soviètiques (URSS) s'adherí a les Nacions Unides com a membre original el 24 d'octubre de 1945, i tal com i assenyala la Carta de les Nacions Unides, en el seu  Capítol V, article 23, esdevingué un dels cinc membre permanents del Consell de Seguretat de l'ONU. Arran de la imminent dissolució de la Unió Soviètica, en una carta data el 24 de desembre del 1991, Borís Ieltsin, President de la Federació Russa, informà el Secretari General de les Nacions Unides que la pertinença de l'URSS al Consell de Seguretat i a la retsta d'organismes de les Nacions Unides seria continuada per la Federació Russa, amb els suport dels 11 països membres de la Comunitat d'Estats Independents.
Els altres catorze estats independents establerts a partir de les anteriors Repúbliques soviètiques foren tots admesos a les Nacions Unides:
- La República Socialista Soviètica de Belarús i la República Socialista Soviètica d'Ucraïna s'adheriren a les Nacions Unides com a membres originals el 24 d'octubre de 1945, juntament amb l'URSS. Després de declarar la seva independència, l'RSS d'Ucraïna va canviar el seu nom a Ucraïna el 24 d'agost de 1991 i el 19 de setembre de 1991, la República Socialista Soviètica de Belarús va informar l'ONU que havia canviat el seu nom pel de Belarús.

- Estònia, Letònia, i Lituània foren admeses a l'ONU el 17 de setembre de 1991, després de recuperar la seva independència abans de la dissolució de l'URSS.

- Armènia, l'Azerbaidjan, el Kazakhstan, Kirguizstan, la República de Moldàvia, Tadjikistan, Turkmenistan, i l'Uzbekistan foren admesos a l'ONU el 2 de març de 1992.

- Geòrgia fou admesa a l'ONU el 31 de juliol de 1992.

### Iemen del Nord i Iemen del Sud
Iemen del Nord fou admès a les Nacions Unides el 30 de setembre de 1947; Iemen del Sud fou admès a les Nacions Unides el 14 de desembre de 1967, amb el seu nom canviat a República Democràtica Popular del Iemen el 30 de novembre de 1970,i va ser esmentat més tard com el Iemen Democràtic. El 22 maig de 1990 ambdós estats es fusionaren per formar la República del Iemen, que continuà com a únic membre amb el nom del Iemen.

## Suspensió, expulsió, i retirada de membres
Un Estat membre pot ser suspès o expulsat de l'ONU, d'acord amb l'article 5, Capítol II de la Carta de les Nacions Unides:.
| « | Un membre de les Nacions Unides contra el qual s'hagi pres una acció preventiva o coercitiva pel Consell de Seguretat pot ser suspès de l'exercici dels drets i privilegis de la pertinença a l'ONU per part de l'Assemblea General per recomanació del Consell de Seguretat. L'exercici d'aquests drets i privilegis podrà ser restituït pel Consell de Seguretat. | » |

Per la seva banda, l'article 6 assenyala:.
| « | Un membre de les Nacions Unides que hagi violat repetidament els Principis continguts en aquesta Carta podrà ser expulsat de l'Organització per l'Assemblea General a recomanació del Consell de Seguretat. | » |

Des de la seva creació, cap Estat membre ha estat suspès o expulsat de l'ONU en virtut dels articles 5 i 6. No obstant això, en uns pocs casos, els estats van ser suspesos o expulsats de la participació en activitats de l'ONU per mitjans diferents dels articles 5 i 6:
- Des del punt de vista de les Nacions Unides, la Resolució de l'Assemblea General de les Nacions Unides 2758, que va reconèixer la República Popular de la Xina en lloc de la República de la Xina com el representant legítim de la Xina a l'ONU i l'efectiva expulsió de la República de la Xina de l'ONU el 1971, no constituïen l'expulsió d'un estat membre, que en virtut d'això hauria requerit l'aprovació del Consell de Seguretat i hauria estat sotmès a un poder de veto per part dels seus membres permanents, que incloïen la República de la Xina en si i els Estats Units, que en aquell moment encara reconeixien la República de la Xina.[49]

- A l'octubre del 1974, el Consell de Seguretat va examinar un projecte de resolució que hauria recomanat que l'Assemblea General d'expulsar immediatament a Sud-àfrica de les Nacions Unides, de conformitat amb l'article 6 de la Carta de les Nacions Unides, a causa de les seves polítiques d'apartheid.[23] Tanmateix, la resolució no fou adoptada a causa de vetos per part tres membres permanents del Consell de Seguretat: França, el Regne Unit, i els Estats Units. En resposta, l'Assemblea General va decidir suspendre Sud-àfrica de la participació en els treballs del 29è període de sessions de l'Assemblea el 12 de novembre de 1974, però, Sud-àfrica no va ser suspès formalment en virtut de l'article 5. La suspensió es va perllongar fins que l'Assemblea General va acollir amb beneplàcit Sud-àfrica de nou a la plena participació en les Nacions Unides el 23 juny 1994, després de les seves exitoses eleccions democràtiques a principis d'any.[50]

### Retirada d'Indonèsia (1965-1966)

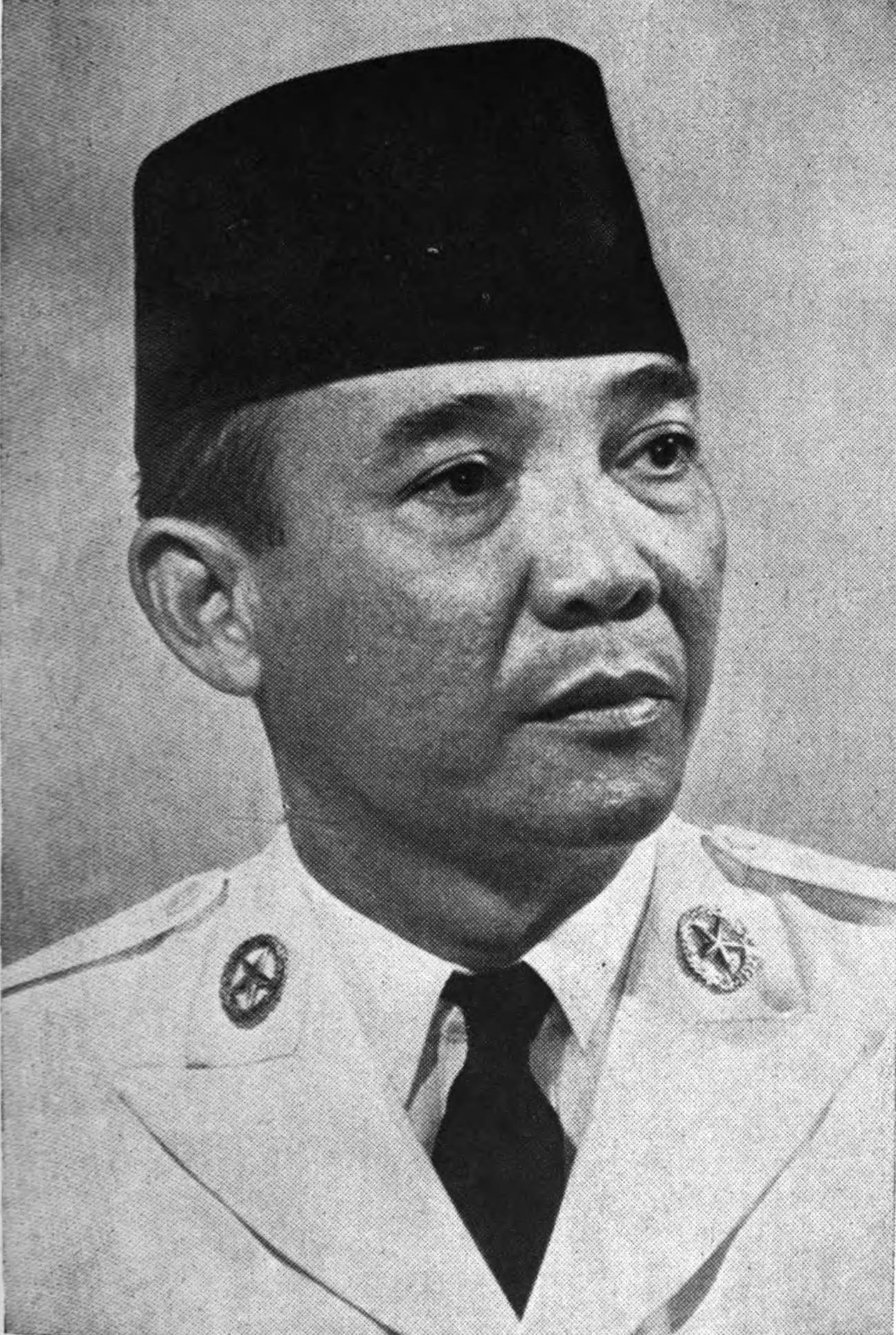
La decisió del President d'Indonèsia Sukarno de retirar-se de les Nacions Unides és l'únic cas d'una suspensió de pertinença en la història de l'ONU.

Des de la seva creació, només un Estat membre (amb exclusió dels que es van dissoldre o es fusionen amb altres estats membres) s'ha retirat unilateralment de l'ONU. Durant la Confrontació indonesi-malaia, i en resposta a l'elecció de Malàisia com a membre no permanent del Consell de Seguretat de les Nacions Unides, en una carta de data 20 de gener de 1965, Indonèsia va informar el Secretari General de les Nacions Unides que havia decidit "en aquesta etapa i en les actuals circumstàncies" de retirar-se de l'ONU. No obstant això, després de l'enderrocament del règim indonesi encapçalat per President Sukarno, en un telegrama de data 19 setembre de 1966, Indonèsia va notificar al secretari general sobre la seva decisió "de reprendre la plena cooperació amb les Nacions Unides i de reprendre la participació en les seves activitats a partir de la vint-i-unena sessió de l'Assemblea General". El 28 de setembre de 1966, l'Assemblea General de les Nacions Unides va prendre nota de la decisió del Govern d'Indonèsia i el President va convidar els representants d'aquest país a prendre els seus seients a l'Assemblea.
A diferència de la suspensió i expulsió, no està expressament previst en la Carta de les Nacions Unides si o com un membre pot retirar-se legalment de l'ONU (en gran part per prevenir que l'amenaça de retirada sigui utilitzada com una forma de xantatge polític, o per evadir obligacions sota la Carta, igual que les retirades que van afeblir la predecessora de l'ONU, la Societat de Nacions), o de si una sol·licitud de readmissió d'un membre retirat ha de ser tractada com una sol·licitud d'adhesió, és a dir que requereix el pronunciament del Consell de Seguretat, així com l'aprovació de l'Assemblea General. El retorn d'Indonèsia davant les Nacions Unides suggereix que això no cal, però, els estudiosos han argumentat que el curs d'acció adoptat per l'Assemblea General no estava en conformitat amb la Carta, des d'un punt de vista jurídic.

## Observadors i no-membres
A més dels Estats membres, n'hi ha dos que no són membres, els Estats Observadors Permanents: la Santa Seu i l'Estat de Palestina.
- La Santa Seu exerceix sobirania sobre l'estat de la Ciutat del Vaticà i manté relacions diplomàtiques amb 180 estats. Ha sigut un estat d'observador des del 6 abril 1964,[53] i va aconseguir tots els drets dels membres de ple dret, excepte la votació, l'1 juliol 2004.[54]

- Palestina va ser reconeguda com un "Estat no membre" el 29 de novembre de 2012, quan l'Assemblea General de les Nacions Unides va aprovar la resolució 67/19 per un total de 138 vots a favor, 9 en contra i 41 abstencions.[55][56] A l'Organització per a l'Alliberament de Palestina li havia estat concedit prèviament l'estatus d'observador com una ""entitat no membre"" el 22 de novembre del 1974.[57] El canvi en l'estat va ser descrit per The Independent com un "reconeixement de facto del sobirà estat de Palestina".[58] Reconeixent la proclamació de l'Estat de Palestina pel  Consell Nacional de Palestina el 15 de novembre de 1988, l'Assemblea General de les Nacions Unides va decidir que, a partir del 15 de desembre de 1988, la designació "Palestina" s'ha d'utilitzar en comptes de la designació "Organització d'Alliberament de Palestina" al Sistema de les Nacions Unides.[59] El 23 de setembre de 2011, el President de l'Autoritat Nacional Palestina Mahmud Abbas presentà la sol·licitud palestina per esdevenir membre de les Nacions Unides al Secretari General de les Nacions Unides Ban Ki-moon;[60] l'aplicació encara no s'ha votat pel Consell de Seguretat. El 31 d'octubre de 2011, l'Assemblea General de la UNESCO va aprovar l'admissió de Palestina com a membre, amb la qual cosa es convertia en la primera agència de l'ONU d'admetre Palestina com a membre de ple dret.[61] Els territoris palestins de Cisjordània, incloent-hi Jerusalem Est i la Franja de Gaza, ocupats per Israel amb les parts d'ells que es regeixen per l'Autoritat Nacional Palestina, històricament han estat esmentats per l'ONU com el "territori palestí ocupat"[62] i altres denominacions similars, i encara s'esdevé, en molts casos, per bé que l'ONU va permetre recentment a Palestina d'anomenar la seva oficina de representació a l'ONU com "La Missió Permanent d'Observació de l'Estat de Palestina davant les Nacions Unides,[63] i Palestina ha començat a canviar de nou el seu nom, en conseqüència, en els segells postals, documents oficials i passaports,[64][65] mentre que va donar instruccions als seus diplomàtics per representar oficialment l'"Estat de Palestina", en contraposició a l'"Autoritat Nacional Palestina.[65] A més, el 17 de desembre de 2012, el Cap de Protocol de les Nacions Unides, Yeocheol Yoon, va decidir que "la designació d'"Estat de Palestina" serà utilitzada per la Secretaria en tots els documents oficials de les Nacions Unides".[52]

També es va concedir a un cert nombre d'estats la condició d'observador abans de ser admesos a l'ONU com a membres de ple dret. El cas més recent d'un Estat observador d'esdevenir un Estat membre fou Suïssa, que va ser admesa el 2002.
A una institució de la Unió Europea, la Comissió Europea, se li va concedir l'estatut d'observador a l'Assemblea General mitjançant la Resolució 3208 el 1974. El Tractat de reforma institucional de la Unió Europea va comportar el 2009 que els delegats estiguessin acreditats directament a la UE. Es concediren plens drets a l'Assemblea General, com el dret a votar i presentar candidats, a través de la Resolució A/RES/65/276 de l'AGNU, el 10 de maig de 2011. És l'única part no estatal a més de 50 convencions multilaterals, i ha participat com a membre de ple dret en tots els sentits, excepte per tenir un vot en una sèrie de conferències de l'ONU.
L'estatus de sobirania del Sàhara Occidental es troba en disputa entre el Marroc i el Front Polisario. La major part del territori està controlat pel Marroc, la resta (la Zona Lliure) per la República Àrab Sahrauí Democràtica, proclamada pel Front Polisario. El Sàhara Occidental està catalogat per l'ONU com un "territori no autònom".
Les Illes Cook i Niue, que són dos estats associats de Nova Zelanda, no són membres de l'ONU, sinó que són membres d'organismes especialitzats de les Nacions Unides, com ara l'OMS. i la Unesco i signataris de tractats internacionals com la Convenció de les Nacions Unides sobre el Dret de la Mar. i són tractats com a estats no-membres.